# RA6 – Бангкок-Південь
RA6 – Бангкок-Південь — газопровід у Таїланді, який проходить через західну частину столичної агломерації.
Ще з 1980-х років потужна теплова електростанція Бангкок-Південь отримувала блакитне паливо походженням з офшорних родовищ Сіамської затоки (трубопровід від Бангпаконгу). В 2007 році до неї також подали ресурс імпортований з М’янми, для чого проклали газопровід Сайной – Бангкок-Південь завдовжки 70 км з діаметром 750 мм. Він також відомий як RA6 – Бангкок-Південь, оскільки починається від клапанної станції RA#6 на трасі трубопроводу Ратчабурі – Вангной. При цьому на RA6 відбувається змішування ресурсу м’янмарського походження із природним газом, отриманим по реверсованій ділянці Вангной – RA6.
У другій половині 2010-х виникли побоювання щодо поставок м’янмарського блакитного палива через вичерпання родовищ (до того ж, в 2021 році ситуація у М’янмі погрішилась через військовий переворот). В таким умовах Таїланд приділяє все більше уваги імпорту зрідженого природного газу, одним з маршрутів транспортування якого має стати П’ятий трубопровід, що завершуватиметься саме на клапанній станції RA6. 
Окрім ТЕС Бангкок-Південь від газопроводу також живиться потужна ТЕС Бангкок-Північ, дві черги якої стали до ладу в 2010 та 2016 роках.